# Sint-Corneliuskapel (Sint-Pieters-Leeuw)

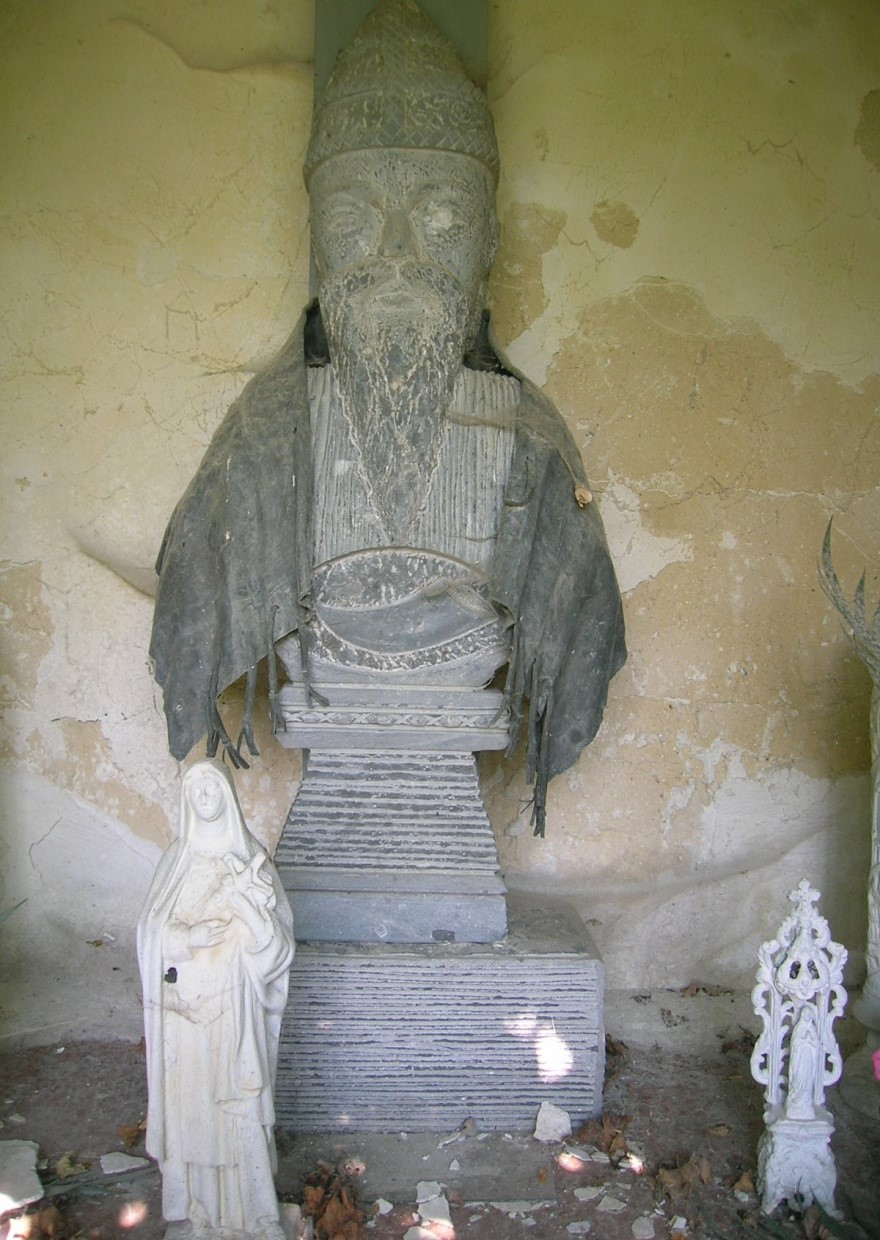
Heilige Corneliuskapel

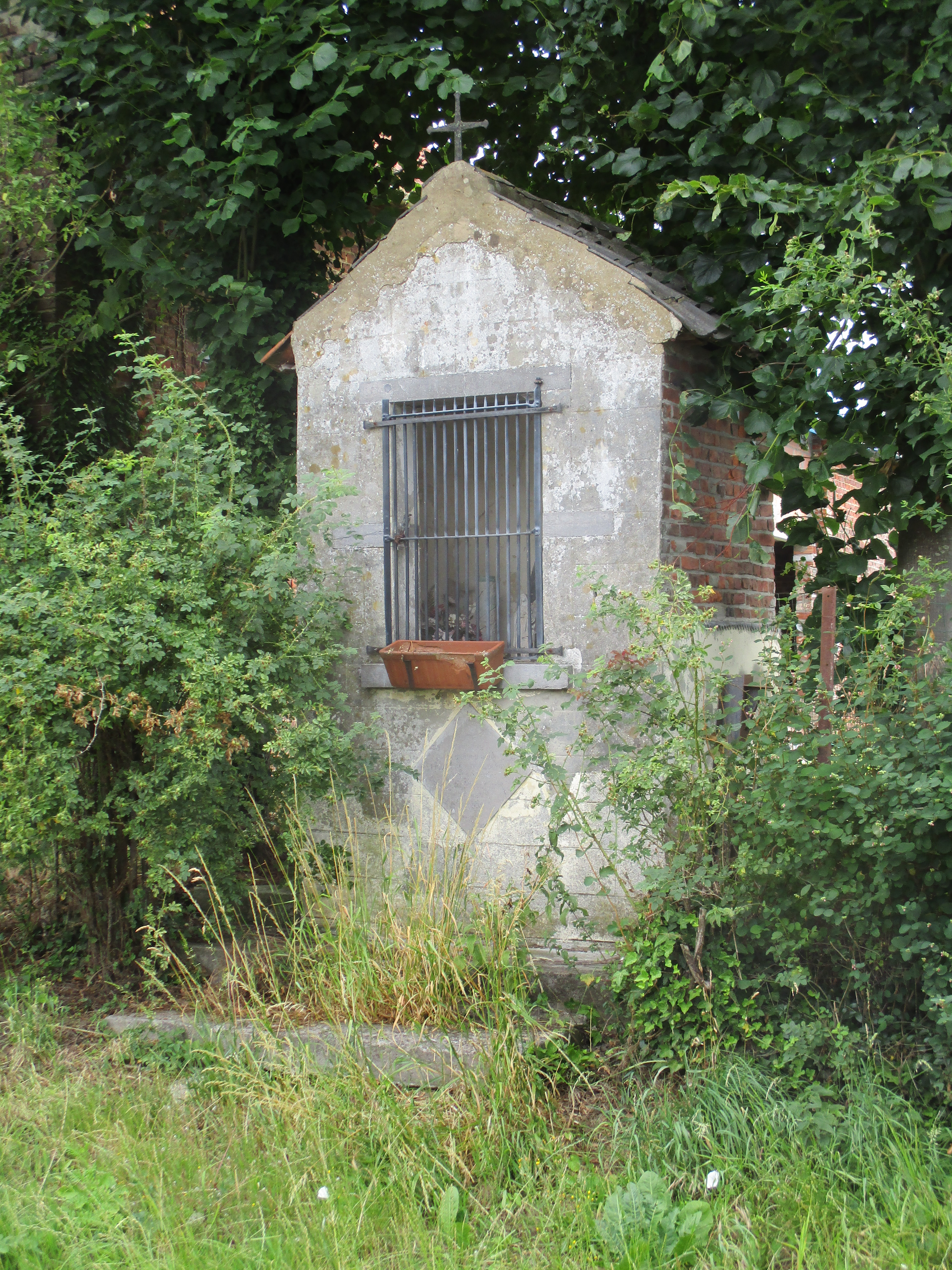
Kapel Heilige Cornelius

De Heilige Corneliuskapel is een kapel in de Belgische plaats Sint-Pieters-Leeuw, gewijd aan de Heilige Cornelius. Ze is gebouwd in 1899 door de families Derauw, Dupont en Vannerom. In 1995 werd ze heropgebouwd. De kapel bevindt zich aan de Brabantsebaan 92.
Op de gedenksteen is vermeld: 'Deze kapelle is gebouwd door Fr. Derauw en Ja. Dupont en El. Vannerom bid voor deze zielen Ave Maria 1895'. De Heilige Cornelius wordt aangeroepen om het gehoornd vee te beschermen en om deze reden werd de kapel waarschijnlijk gebouwd.